# Lijst van weg- en veldkapellen in Dinkelland
Dit is een onvolledige lijst van veldkapellen in de gemeente Dinkelland. Kapelletjes komen vooral in het zuiden van Nederland voor en werden dikwijls gebouwd ter verering van een heilige. In andere delen van Nederland zijn ze zeldzamer.
| Kapel                               | Adres            | Plaats           | Bouwperiode | Architect     | Foto |
| ----------------------------------- | ---------------- | ---------------- | ----------- | ------------- | ---- |
| Mariakapel                          | Molendijk        | Denekamp         | 1954        | P.J. Goorhuis |      |
| Kerkhofkapel                        | Dorpstraat       | Lattrop          | 1954        | W.H. Morsink  |      |
| Mariakapel                          | Disseroltweg     | Lattrop          | 1952        | J.H. Sombekke |      |
| Schotbroekkapel                     | Schotbroekweg    | Noord Deurningen | 2006        |               |      |
| Onze-Lieve-Vrouw van de Cloesekapel | Johanninksweg    | Noord Deurningen | 1954        |               |      |
| Mariakapel                          | Thijplein        | Rossum           |             |               |      |
| Mariakapel                          | Bentertsteeg     | Rossum           | 1994        |               |      |
| Mariakapel                          | Kerkplein        | Rossum           | Ca. 1990    | Groeneveld    |      |
| Mariakapel                          | Westenveldweg    | Tilligte         | 1993        |               |      |
| Onze-Lieve-Vrouw van Lourdeskapel   | Westenveldweg    | Tilligte         | 2003        |               |      |
| Mariakapel                          | Holtwijkerstraat | Weerselo         | 2000        |               |      |